# مجمع ألفريد هاجوس الوطني للسباحة

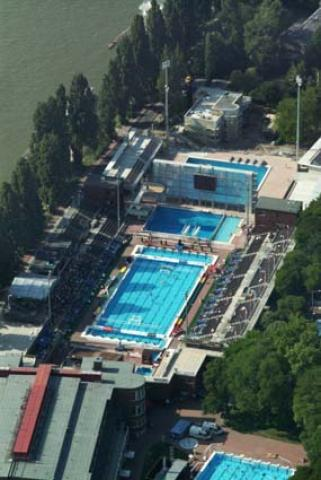
مجمع ألفريد هاجوس الوطني للسباحة

مجمع ألفريد هاجوس الوطني للسباحة هو مجمع للالعاب المائية يقع على جزيرة مارغريت في بودابست, هنغاريا. منذ عام 1975 يحمل اسم السباح المجري الشهير والمهندس المعماري ألفريد هايوس. المرفق يحتوي على أربعة طوابق وثمانية مسابح، بما في ذلك مسابح التدريب، وحوض الغطس واحواض لمنافسات السباحة بمقاسات اولمبية ومقاس 25 متر.
المجمع استضاف الأوروبي المائية بطولة في 2006 و 2010 و 2014 للرجال الأوروبي في كرة الماء بطولة و 2014 المرأة الأوروبية في كرة الماء بطولة المسابقات.